# Pearl Izumi
PEARL iZUMi – amerykańska firma odzieżowa wywodząca się z Japonii. Pierwszy profesjonalny strój rowerowy tej marki został uszyty przez ojca dla syna, obiecującego kolarza, w 1950 roku w Tokio. Obecnie Pearl Izumi jest jednym z liderów na rynku wysoko wyspecjalizowanej odzieży kolarskiej i biegowej.
Nazwa „Pearl Izumi” pochodzi od perły i regionu Japonii znanego z krystalicznie czystych wód. Tłumacząc dosłownie, „pearl izumi” oznacza „fontanna pereł”.
W Stanach Zjednoczonych marka jest sprzedawana od 1981 roku. Pearl Izumi sponsorowało drużynę kolarską Stanów Zjednoczonych, która na Igrzyskach Olimpijskich w 1984 zdobyła 9 złotych medali, oraz wiele innych drużyn lat 80..
Zdobycie licencji na rynek amerykański w roku 1989 pozwoliło Pearl Izumi połączyć japońską i amerykańską myśl techniczną przy projektowaniu odzieży. Niedługo później Pearl Izumi stało się jedną z najbardziej rozpoznawalnych marek odzieży sportowej w USA.
Na początku roku 2008 firma Shimano wykupiła przedsiębiorstwo Pearl Izumi.
W Polsce odzież rowerowa Pearl Izumi dostępna jest od 2009 roku.